# Улица Владимира Глинского
Улица Владимира Глинского (укр. Вулиця Володимира Глинського) — улица в Новозаводском районе города Чернигова. Пролегает от улицы Максима Загривного до безымянного проезда.
Примыкает улица Ремзаводская.

## История
Переулок начал застраиваться в 1950-е годы поблизости к заводу «Октябрьский молот».
Переулок получил название от соседней улицы Пархоменко — в честь революционера, участника Гражданской войны в России 1917—1922 годов Александра Яковлевича Пархоменко.
12 февраля 2016 года улица получила современное название — в честь украинского культурно-общественного деятеля Владимира Глинского, согласно Распоряжению городского главы В. А. Атрошенко Черниговского городского совета № 46-р «Про переименование улиц и переулков города» («Про перейменування вулиць та провулків міста»)

## Застройка
Парная и непарная стороны улицы заняты усадебной застройкой. Частично малоэтажной жилой застройкой (один 3-этажный — дом № 23).
Учреждения: нет.